# Sacrifício de Isaac (Rembrandt)
Sacrifício de Isaac é uma conhecida pintura de Rembrandt, que se encontra no Museu Hermitage de São Petersburgo.  Notabilíssimo pela doçura e transparência das meias tintas espalhadas no rosto do anjo, pela modelação das figuras e efeitos prodigiosos de luz. Este tipo de pintura tem sido tentado por muitos artistas. Entre as telas mais conhecidas, destacam-se as de Andrea del Sarto com a Madonna delle arpie que se encontra no Museu de Dresden; Hipólito Fiandrini que se encontra no Museu de Saint-Germain-des-Prés, Paris e o baixo relevo de Jean Goujon, em Chantilly.

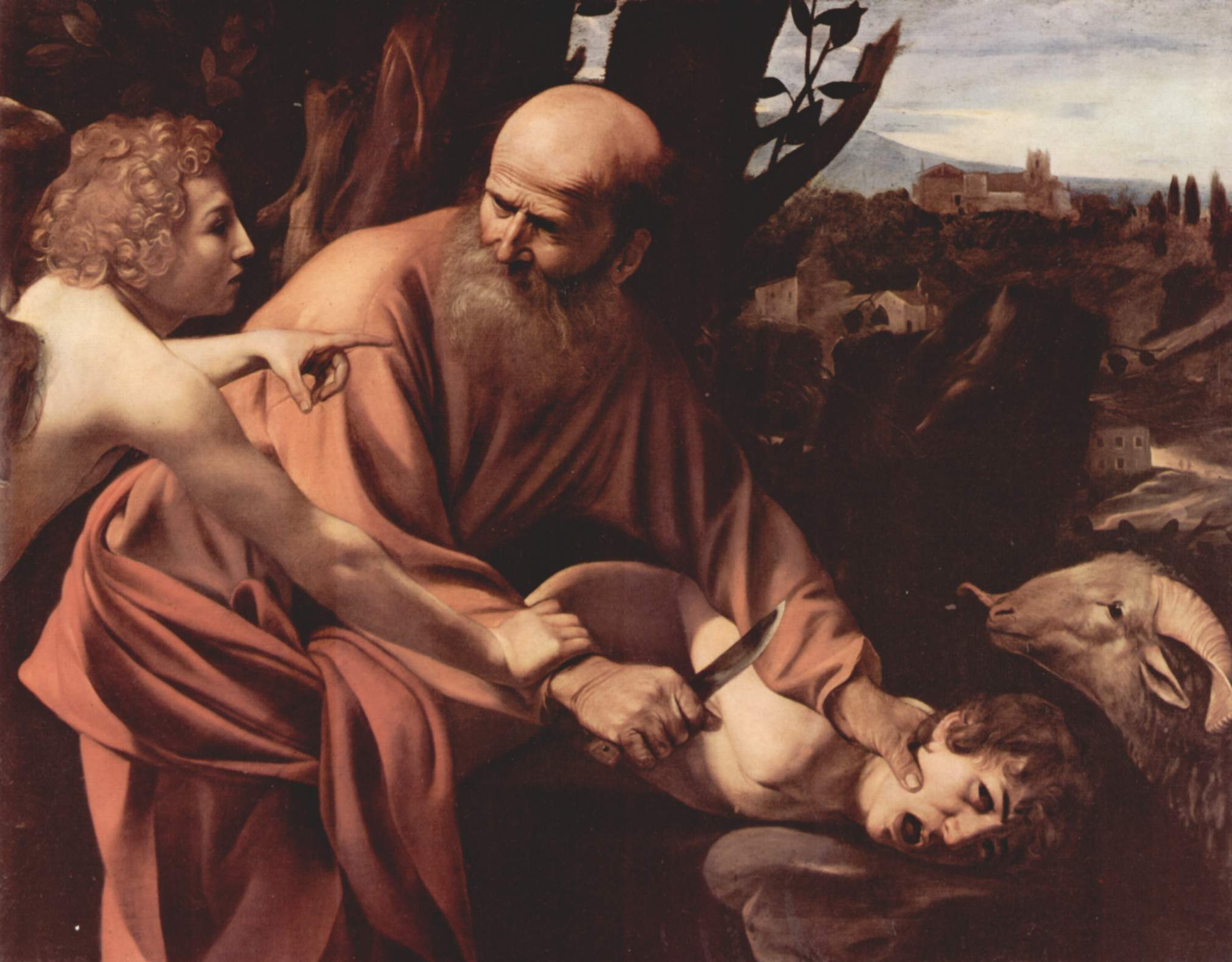
"Sacrifício de Isaac", óleo de 1603, pintado por Caravaggio.

O Sacrifício de Isaac é também o nome de uma tela de Caravaggio (Michelângelo Merisi) que está exposta na Galleria degli Uffizi em Florença, Itália.
A tela representa Abraão prestes a cumprir uma ordem de Deus que, para provar sua obediência, exigiu que ele sacrificasse seu único filho, Isaac.  Este episódio está descrito na Bíblia em Gênesis, 22.
Para um grupo denominado "Abramitas" (ou "Abraãmidas") o quadro de Caravaggio não significaria um impedimento por parte do anjo, mas estaria este justamente apenas apontando a nuca de Issac onde Abraão deveria cravar sua lâmina mortal. Segundo os Abramitas o pacto com Deus só se daria realmente através do sacrifício do primogênito, e, assim, entendem toda história posterior da vida de Isaac apenas como uma farsa interpolada às Escrituras para encobrir essa versão que consideram a grande verdade bíblica.
Barroco é ado ao estilo artístico que floresceu entre o final do século XVI e meados do século XVIII, inicialmente na Itália, difundindo-se em seguida pelos países católicos da Europa e da América, antes de atingir, em uma forma modificada, as áreas protestantes e alguns pontos do Oriente.
Uma das características do estilo barroco nas pinturas era o de pintar o momento exato do gesto ou ação retratada com um tom de dramaticidade. Na obra de Rembrandt, essa tendência é nítida, já que, como afirma Flavio Botton, a imagem "congela no exato momento em que o anjo se manifesta e decide-se a sorte de Isaac, assim como a de Abraão. Ao cabo, vemos que todo o episódio era mais uma das muitas provas de fé solicitadas por Deus nas escrituras. Salva-se Isaac do sacrifício, mas também se salva Abraão, que tem sua fé comprovada pelo Senhor. Esta passagem tem sido comparada pelos teólogos como análoga à paixão de Cristo, ou seja, em ambas se vê o sacrifício do único filho pelo pai, pelo bem maior da humanidade, segundo a teologia católica."
Além disso, o anjo não puxa o braço de Abraão, mas apenas o segura que, devido ao ímpeto do movimento, solta o punhal. O anjo não poderia estar puxando o braço do patriarca dado o panejamento de suas vestes que ainda retrata o movimento de chegada. É notável também, a oposição entre a brutalidade das mãos de Abraão, ao segurar o pescoço do rapaz completamente indefeso, com o leve toque que ao anjo é necessário para frear o movimento assassino. Da mesma forma, o olhar atônito do patriarca, acompanhado de sua testa enrugada, como que se questionando o que poderia estar errado, se ele está cumprindo os desígnios de seu Deus, é contrária ao olhar seguro e tranquilo, assim como à suavidade da tez do anjo. Todos os gestos do quadro estão perfeitamente estudados e combinados. 
Analisando a obra, também é possível intuir que Rembrandt utilizou como modelos os anciãos pintados por ele em obras como o Colóquido dos Sábios (1628), na qual retratou um diálogo entre São Pedro e São Paulo. O interesse em detalhes também é digno de nota, como pode ser visto na faca, nas dobras dos tecidos ou na madeira que compõem o pequeno altar sobre o qual Isaac deve ser sacrificado.